# وادی دوعن
وادی دوعن (به عربی: وادی دوعن) یک منطقهٔ مسکونی در یمن است که در استان حضرموت واقع شده‌است.